# Arseniusz (Timofiejew)
Arseniusz, imię świeckie: Apołłon Pietrowicz Timofiejew (ur. 16 listopada?/28 listopada 1865 w Petersburgu, zm. 30 stycznia?/12 lutego 1917 w Moskwie) – rosyjski biskup prawosławny.

## Życiorys
W 1890 ukończył studia w Petersburskiej Akademii Duchownej. Był już wtedy mnichem. Do 1893 był członkiem rosyjskiej misji prawosławnej w Japonii. Następnie od 1893 do 1896 pełnił funkcję inspektora w seminarium duchownym w Chełmie, zaś od 1896 do 1898 – rektora seminarium w Wołogdzie, w 1896 otrzymał ponadto godność archimandryty. Od 1898 do 1900 był proboszczem cerkwi przy rosyjskiej ambasadzie w Atenach. Następnie przez dwa lata zasiadał w komitecie cenzury eparchii petersburskiej.
14 lipca 1902 w Ławrze Poczajowskiej miała miejsce jego chirotonia na biskupa włodzimiersko-wołyńskiego, wikariusza eparchii wołyńskiej. W charakterze konsekratorów w uroczystości wzięli udział biskup wołyński i żytomierski Antoni, biskup turkiestański Arkadiusz, biskup krzemieniecki Paisjusz i inni hierarchowie. Od 1906 do 1909 był biskupem sarapulskim, wikariuszem eparchii wiackiej, po czym odszedł w stan spoczynku z powodu choroby. W 1910 wrócił do czynnej działalności duszpasterskiej jako biskup cariewski, wikariusz eparchii astrachańskiej, pełniąc równocześnie obowiązki przełożonego monasteru św. Jana Chrzciciela w Astrachaniu. Od 1911 do 1914 był wikariuszem eparchii kostromskiej z tytułem biskupa kineszemskiego. W 1914 mianowany biskupem omskim i pawłodarskim. Rok później odszedł w stan spoczynku z wyznaczonym miejscem pobytu w monasterze św. Jana Chrzciciela w Arzamasie.